# ブリザードYuki
『ブリザードYuki』（ブリザードユキ）は、原案・吉岡平、作画・安西真（すたじお実験室）の漫画作品、および主人公の女子プロレスラーのリングネーム。
角川書店発行の月刊少年エースに1994年12月号から1995年11月号まで連載された。全日本女子プロレスとのタイアップにより、同名の覆面レスラーが実際に活動してメディアミックス展開された。

## 登場人物

### 全日本女子プロレス
ブリザードユキ
主人公。古流の技をベースに闘う、新人覆面女子プロレスラー。
デビュー戦で若手のホープであるハルク本郷に2連勝をおさめたことでその実力を知らしめ、WWPワールドトーナメントの出場選手に抜擢された。
大会では苦戦しながらも一戦ごとに成長を重ねていき、新人ながら準優勝の成績を収めた。
本名は桂木雪（かつらぎ ゆき）。実家は桂木流柔術という古流柔術の道場を構えている。年齢は19歳。
なお、漫画のタイトルはブリザードYukiであるが、作中では一貫してユキとカタカナ表記である。
ハルク本郷（ハルクほんごう）
全女に所属する若手レスラー。アマレスをベースとした寝技を得意としており、デビュー2年目にして若手中最強のホープとみなされている。二つ名は“吠える猛牛”。
ブリザードユキのデビュー戦の相手を務めた際には新人との試合を盛り上げるためあえて寝技を封印するが、必殺のドラゴンスープレックスに入ろうとしたところを雷電で返され3カウントを奪われる。
この敗戦を受けユキに自分以上の技術があることを認めリターンマッチを要求、再戦時は本気のパワーでユキを圧倒したが、裸締めを入れようとしたところを疾風で返され再び3カウントを奪われてしまった。
この連敗を受け、さらなる実力をつけるためメキシコに修行に出た。
井上京子（いのうえ きょうこ）
実在の女子プロレスラー。本作ではユキに目をかける良き先輩として登場する。
WWPワールドトーナメントでは直前の試合に右ふともも肉離れを起こしてしまったため欠場、代わりに出場することになったユキに対してスープレックス対策の山籠もり特訓を行い、必殺技・震電を開眼させた。
アジャコング
豊田真奈美（とよた まなみ）
井上貴子（いのうえ たかこ）
実在の女子プロレスラー。WWPワールドトーナメントにユキとともに全女代表として出場する。
豊田は1回戦でネリー・M・シンに、井上は2回戦でマリア・バネットに、アジャは準決勝でサタン蝶子にそれぞれ敗退した。
ジャガー横田（ジャガーよこた）
実在の女子プロレスラー。ユキと本郷のリターンマッチの際に放送席で解説を務めた。
渡辺智子（わたなべ ともこ）
実在の女子プロレスラー。WWPワールドトーナメント1回戦の際に怪我で入院中の井上京子に代わってユキのセコンドを務めた。
小川（おがわ）
全女の広報。我の強い選手たちと飄々とした社長との間で振り回されている。

### WWP
ワールド・ウーマンズ・プロレスリング。アメリカIM社のバックアップのもと、日本第5の団体として設立された。旗揚げ選手として以下の5人を世界から集め、同時に交流戦としてワールドトーナメントを開催した。
サタン蝶子（サタンちょうこ）
新団体のエースとして招かれた日本人レスラー。日本人でありながら日本では試合を行わず、世界のマットを渡り歩きながら次々とトップに立っていた。
十数年前にヨーロッパのとある団体に所属していたころ、その団体で雑用係をしていたユキの母・桂木ユリと出会い、娘のユキへの言伝を託されていた。
WWPワールドトーナメントは1，2回戦を危なげなく突破しつつユキの試合も気にかけており、準決勝ではアジャコングを下して決勝に進出する。
決勝では試合前に、自分に勝てたら母の居場所を教えるとユキに伝え、試合中には闘いながらユキの実力を測り続けていた。最終的に楊身極を喰らいながらも延髄への蹴りでユキから3カウントを奪い勝利する。試合後にはユキが一人前になった時にユリは自分から姿を現すだろうというユキへのメッセージを伝えた。
ミッキー・フォース
WWPの旗揚げメンバーに選ばれたアメリカのレスラー。アマレス出身で「七色のスープレックス」と称される投げ技が武器。必殺技は七種のスープレックスを順番に放ち、最後にサイドスープレックスを放つ、レインボー・デス・ロード（R・D・R）。
WWPワールドトーナメントでは1回戦でユキと対戦。レスリングのグラウンド技術にボクシングのフットワークを組み合わせた戦法でユキを苦しめたが、必殺のR・D・Rをスープレックス破りの震電で返されKO負けを喫した。
マリア・バネット
WWPの旗揚げメンバーに選ばれたアメリカのレスラー。全米マットでも持て余し気味であった巨体を生かしたパワー殺法を得意とする。
WWPワールドトーナメントでは準決勝でユキと対戦、怪力でユキを苦戦させたが、持ち前のスピードを生かしたユキに蹴りと関節技で脚を集中攻撃され敗北したことがダイジェストで語られた。
なお、第4話で初登場した際はマリア・バレットと紹介されていたが、第6話のトーナメント表以降はバネット表記で統一されている。
金谷純（かなや じゅん）
WWPの旗揚げメンバーに選ばれた選手。シュートボクシングヘビー級からの転向で、恵まれた体格からの蹴りが武器。
WWPワールドトーナメントでは井上貴子に敗れ、1回戦敗退となった。
なお、第4話で初登場した際は金也純と紹介されていたが、第6話のトーナメント表以降は金谷表記で統一されている。
エル・コンドル
WWPの旗揚げメンバーに選ばれたメキシコ人選手。ルチャを基本とした変幻自在の空中殺法を使う。
WWPワールドトーナメントではキューピー煤木に敗れ、1回戦敗退となった。

### その他のワールドトーナメント出場者
ネリー・M・シン（ネリー・マーク・シン）
インド北部地方出身のプロレスラー。ヨーガで力の流れをコントロールし、衝撃を体外に放出することによるディフェンスと、力を一転に集中させることでのオフェンスを得意とする。必殺技はヨーガで集めた力を乗せて掌底を打つプラーナボンバー。
大会直前に交通事故に遭ってしまった格闘技の師であり恋人のマハールから授けられたターバンを試合中にも着用している。
1回戦ではそのディフェンス技術で豊田真奈美を攻め疲れさせ勝利。2回戦でもユキを相手に同様の戦法で試合を有利に進めるが、試合中のアクシデントでターバンが外れたことで激昂、それにより防御が疎かになった隙にカウンターで氷月斬を入れられKO負けとなった。
試合後、インドに女子プロレスを根付かせるという夢を叶えるため、しばらく日本で修行を続けることを決意した。
キューピー煤木（キューピーすすき）
WWPワールドトーナメントに出場した選手。1回戦でエル・コンドルを破るも2回戦でアジャコングに敗れた。
F・V・エリック（フレデリカ・フォン・エリック）
WWPワールドトーナメントに出場したドイツ人選手。1回戦でアジャコングに敗れた。
菅生めぐみ（すごう めぐみ）
WWPワールドトーナメントに出場した選手。1回戦でKAORIを破るも2回戦でサタン蝶子に敗れた。
KAORI
WWPワールドトーナメントに出場した選手。1回戦で菅生めぐみに敗れた。
ボマー明里（ボマーあかり）
WWPワールドトーナメントに出場したMMPWという団体所属の選手。1回戦でサタン蝶子に敗れた。
永島道子（ながしま みちこ）
WWPワールドトーナメントに出場した選手。1回戦でマリア・バネットに敗れた。

### その他
寺西新平（てらにし しんぺい）
関東スポーツ新聞社の週刊女子プロレス編集部で働く新人記者。
ブリザードユキのファンであり、彼女のブロマイドを持ち歩いている。桂木流柔術道場に取材に行った際には桂木雪に対し、彼女がブリザードユキの正体であることに気付かぬままファンとしての思いを熱く語り、WWPワールドトーナメント決勝直前には動揺するユキを激励した。
ユキに対しては単なるファン以上の思いを抱いている節がある。年齢は18歳。
雪の祖父
本名不明。雪からは「おじいさま」と呼ばれている。桂木流柔術の道場を構える古流の大家として知られており、雪に対して厳しい修行を積ませている。
武道と格闘技は相手を倒す技術という点では同じだが本質は似て非なるものという意見を持つ。ユリや雪の関わっているプロレスはその名を聞いただけで机をたたき割るほど嫌っている。
桂木ユリ
雪の母親。十数年前にトップに君臨していた伝説的なプロレスラー。
人気絶頂期にある事情で突然リングを去らなければならなくなり、事情を知らされなかった者たちからは未だにファンを裏切ったと非難されている。
娘の雪は、自分がトップに立って母の汚名をそそぐとともに母に自分の存在を認識させたいとの思いからマットに立つことになった。

## 必殺技
作中に登場したユキが使うオリジナル技。
雷電
相手の両腕をクロスして掴んでその腕ごと相手を担いで投げる技。二本背負い投げ。
デビュー戦でハルク本郷に対して決め3カウントを奪った。
疾風
後ろから迫ってきた相手に対し、素早く相手の膝裏に自分の片膝を入れ、後ろに倒れこむ形で後頭部から相手を落とす技。
ハルク本郷とのリターンマッチで相手の裸締めを切り返す形で決めて3カウントを奪った。
震電
ミッキー・フォース戦のために山篭り特訓をして身につけた技。掴みにくる相手の腕をクロスさせて掴み、自分の頭を相手のわきの下に入れるようにして持ち上げ、ブリッジして相手の頭をマットに叩きつける技。良く似た技として豊田真奈美等が使っていた「ダブルクロスアームサルト」（クロスアーム式ダブルリストアームサルト）がある。
ミッキー・フォースとの試合でサイドスープレックスに対するカウンターで決めKOを奪った。また、ネリー・M・シン戦でも使用したが、この時はネリーのディフェンスによりほとんどダメージを与えられず逆に精神的動揺を与えられてしまった。
氷月斬
空中から襲い掛かる選手の頭頂部に後ろ回し蹴り、後頭部に上部から膝を落とし、最後に延髄に肘を叩き込む空中連続技。
ネリー・M・シン戦でコーナーポストから飛びかかってきた相手へのカウンターで決めてKOを奪った。
楊身極
向かい合った状態から右手で相手の左腕を捻るようにして掴んで極め、股間に左手を差し込み担ぎあげ、後方に投げ落とす技。
サタン蝶子戦でクロスアームパイルドライバーから脱出した勢いで決め、蝶子を昏倒させたが、KOを奪うには至らなかった。

## プロレスラー
漫画とのタイアップということでブリザードYukiをデビューさせることとなり、複数の候補者の中から長身で空手の経験を持つ長谷川咲恵に白羽の矢が立つ。1994年に東京ドーム大会の対吉田万里子戦でデビューする。しかし、入場の際の演出においてスタントマンが負傷、自身もリングインの際に失敗したことから調子を崩し、不本意な試合となり試合後もコメントなしとなった。その後、ライバルとしてブラックブリザードを登場させるなど、独自の展開を図ったが、ブリザードYukiというキャラクターを演じることができず、数試合を行った後ブリザードYukiを封印し引退している。
2002年には2代目（西尾美香）も誕生した。

### 必殺技
古流の使い手という設定を活かすため、ソバットや裏投げなどの技に依らず、いくつかの専用技を開発、使用した。
- 跳龍

ノータッチ・トペ・コン・ヒーロ、場外の相手に向かってリング内から助走をつけ、トップロープを（ロープに接触することなく）飛び越えて前方回転しつつ背中から相手に体当たりを仕掛ける技。
- 飛天

コーナーポスト最上段からひねりを加えてのローリング・セントーン。
その他、途中で軌道を変えてのハイキックや、相手の足を挟んで転がした後に足を振り上げて延髄にかかとを落とすなどの技も使う。

## 書誌情報
- 角川コミックス・エース、角川書店

1. ISBN 4-04-713108-3(978-4-04-713108-8)、1995年5月
2. ISBN 4-04-713125-3(978-4-04-713125-5)、1996年1月

## ゲーム
『美少女レスラー列伝 ブリザードYuki乱入!!』は、1996年にスーパーファミコン用に発売されたゲーム。ブリザードYukiを含む複数の主人公から一人を選んで育成する。育成したキャラに試合を行わせるのだが、プレイヤーは簡単な指示を出すのみである。メインモードとされているチャンピオンロードモードでトレーニングと試合を行いながら強いレスラーを育てることになる。筋トレなどの他に打撃技など特定の能力を重点的に上げる攻撃練習。新たな技を取得できる技取得練習など、さまざまな練習方法が用意されており週の始めに一週間分の予定を組むことになる。ストーリーモードはマルチシナリオ、マルチエンディングでプレイヤーの選択や試合の勝敗などによって展開が変わる。一部のレスラーにはバグがあり、伊集院光の必殺技はDパイルドライバーLv11なのだがその威力は極端に小さい。
原作漫画のキャラのみならず、レッスルエンジェルスのキャラが登場し、世界設定も同ゲームのものにより近い。作中の年代はレッスルエンジェルスV1をベースとしており、登場キャラもV1に登場したキャラを中心にV2以降の一部のキャラとゲストキャラのYuki・本郷・蝶子と、本作のみに登場するオリジナルキャラクターを加えた形になっている。
レッスルエンジェルスシリーズを通してラスボス的存在として君臨している覆面レスラー、ダークスターカオスの正体となるキャラクター、マリア・ロードンが登場。ストーリーの分岐次第では、主人公はマリアと交流して親友となる。マリアは後にカオスとなって活躍するが目の病気により引退する事となり、主人公が後を引き継いでカオスのマスクを被り、新たなカオスとなるという展開がある。別の分岐では、カオスの正体が桂木ユリであったとするシナリオも存在する。
また、あらかじめリストアップされた代表的な選手の中から好きな選手を5人選んで勝ち抜いて行くサーキットモードの最後には、PC版レッスルエンジェルス2からSPECIALまでの歴代主人公キャラ（2からは武藤めぐみ、結城千種、3からは金森麗子が登場。なぜかSPECIALの大高はるみの名前は大高なるみに変更されている）を集めたチームが登場するというファンサービスもある。これらの歴代キャラクターは対戦相手としてのみ登場し、プレイヤーは選択できない。

## 参考資料
- ロッシー小川 『やっぱり全女がイチバーン!』 ISBN 4-583-03233-1